# 甘托克县
甘托克县（英語：Gangtok district）是印度锡金邦所辖的一个县，位于锡金东南部。该县总面积964 km²，人口283,583 (2011年)。县治位于甘托克。

## 历史
2021年以前稱東錫金縣（East Sikkim district），轄甘托克市、帕克永市、龍格利鎮。2021年12月，帕克永和龍格利自東錫金縣拆分出來新設帕克永縣，東錫金縣更名為甘托克縣。